# کف‌شوی بخار
کف‌شوی بخار نوعی کف‌شوی است که با استفاده از بخار، سطح زمین و فرش‌ها را پاک و تمیز می‌کند. برخلاف کف‌شوی عادی، که نیاز به سفیدکننده و مواد پاک‌کننده دارد، کف‌شوی بخار با بهره‌گیری از حرارت بخار، سطوح را ضدعفونی می‌کند. بیشتر این نوع وسایل دارای یک مخزن آب هستند و بدین وسیله بخار خشک تولید می‌کنند.